# アライヴ・イン・ウルトラワールド
『アライヴ・イン・ウルトラワールド』（原題：Alive in an Ultra World）は、スティーヴ・ヴァイが2000年に録音・2001年に発表したライブ・アルバム。

## 背景
アルバム『ウルトラ・ゾーン』（1999年）のプロモーション・ツアーにおいて、ヴァイは各国に捧げる曲を作り、ライブ録音するという試みを行った。ただし、曲のモチーフになった国と、録音地は必ずしも一致しておらず、例えばポーランドに捧げられた「ジャイアント・ボールズ・オブ・ゴールド」はギリシャで録音、ドイツに捧げられた「ザ・ブラック・フォーレスト」はスコットランドで録音された。収録曲「デヴィルズ・フード」には、フランク・ザッパの曲「Dog/Meat」からの引用が含まれており、オーストラリアに捧げられた「ライト・オブ・ザ・ムーン」には「ワルチング・マチルダ」からの引用が含まれている。
大部分の曲は、純粋なライブ音源ではなく編集やオーバー・ダビングといった修正も行われているが、「デヴィルズ・フード」と日本盤ボーナス・トラック「メイプル・リーフス」は無修正で、前者ではヴァイのギターの弦が切れたのに伴うメンテナンス中のMCなども、そのまま収録されている。

## 反響・評価
母国アメリカでは、『ビルボード』の各種チャート入りを逃す結果となった。一方、フランスでは2001年6月23日付のアルバム・チャートで122位を記録した。
収録曲「ウィスパリング・ア・プレイヤー」は、第44回グラミー賞で最優秀ロック・インストゥルメンタル・パフォーマンス賞にノミネートされた。William Ruhlmannはオールミュージックにおいて5点満点中3点を付け、全体像に関して「基本的には、いつものヴァイの音楽性」と評しつつ、「イベリアン・ジュエル」、「インカンテーション」、「バブシカ」、「ライト・オブ・ザ・ムーン」といった曲に関しては「ご当地の音楽からの影響が明示されている」と評している。

## 収録曲
特記なき楽曲はスティーヴ・ヴァイ作。各曲の録音情報はCD英文ライナーノーツに準拠。

### ディスク1
1. ジャイアント・ボールズ・オブ・ゴールド - Giant Balls of Gold - 4:45
  - ポーランドに捧げた曲だが、2000年4月18日のギリシャ公演で録音された。
2. バーニング・レイン - Burning Rain - 4:50
  - 日本に捧げた曲だが、2000年2月7日のオーストラリア公演で録音された。
3. ザ・ブラック・フォーレスト - The Black Forest - 6:38
  - ドイツに捧げた曲だが、2000年3月11日のスコットランド公演で録音された。
4. アライヴ・イン・ウルトラワールド - Alive in an Ultra World - 3:53
  - スロベニアに捧げた曲で、2000年4月13日のスロベニア公演で録音された。
5. デヴィルズ・フード - Devil's Food - 10:09
  - オランダに捧げた曲で、2000年3月7日のオランダ公演で録音された。
6. ブラッド・アンド・グローリー - Blood and Glory - 4:53
  - イギリスに捧げた曲で、3月13日のアイルランド公演で録音された。
7. ウィスパリング・ア・プレイヤー - Whispering a Prayer - 8:45
  - アイルランドに捧げた曲だが、12月10日のアルゼンチン公演で録音された。
8. イベリアン・ジュエル - Iberian Jewel - 4:38
  - スペインに捧げた曲だが、3月23日のフランス公演で録音された。

### ディスク2
1. ザ・パワー・オブ・ボンボス - The Power of Bombos - 5:04
  - ギリシャに捧げた曲で、2000年4月19日のギリシャ公演で録音された。
2. インカンテーション - Incantation - 8:53
  - ブルガリアに捧げた曲だが、4月21日のトルコ公演で録音された。
3. ライト・オブ・ザ・ムーン - Light of the Moon  - 5:47
  - オーストラリアに捧げた曲だが、2000年3月5日のベルギー公演で録音された。
4. バブシカ - Babushka - 6:42
  - ルーマニアに捧げた曲で、2000年4月12日のオーストリア公演の本編と、4月15日のルーマニア公演におけるサウンド・チェックの録音が使用された。
5. ビイング・ウィズ・ユー（イン・パリス） - Being with You (In Paris) - 6:24
  - フランスに捧げた曲で、2000年4月1日のフランス公演で録音された。
6. プリンシペッサ - Principessa - 5:51
  - イタリアに捧げた曲で、2000年3月30日のイタリア公演で録音された。
7. ブランドス・コストゥーメス（ジェントル・ウェイズ） - Brandos Costumes (Gentle Ways) - 6:03
  - ポルトガルに捧げた曲だが、2000年3月19日のスペイン公演のサウンド・チェックで録音された。

#### 日本盤ボーナス・トラック
1. メイプル・リーフス - Maple Leafs (Steve Vai, Mike Keneally) - 2:28
  - カナダに捧げた曲だが、2000年3月13日のアイルランド公演のサウンド・チェックで録音された。

## 参加ミュージシャン
- スティーヴ・ヴァイ - ギター、ボーカル
- デイヴ・ウェイナー - ギター、アコースティック・ギター、エレクトリック・シタール
- マイク・ケネリー - キーボード、ギター、ボーカル
- フィリップ・バイノー - ベース、ボーカル
- マイク・マンジーニ - ドラムス

アディショナル・ミュージシャン
- エリック・ゴールドバーグ - キーボード(on "Whispering a Prayer")
- クリス・フレイジャー - ドラムス(on "Whispering a Prayer")
- Shankar - ヴァイオリン(on "Babushka")
- Scott Palacios - スネアドラム(on "Babushka")、アコーディオン(on "Being with You (In Paris)")
- ボブ・カーペンター - アコーディオン（オーバー・ダビング）(on "Being with You (In Paris)")
- John Pustal - ナレーション(on "Being with You (In Paris)")